# WWE Draft
WWE Draft – odbywający się od roku 2002 (z wyjątkiem roku 2003), Draft zawodników występujących w World Wrestling Entertainment. Odbywa się w dwóch największych rosterach federacji WWE – Raw i SmackDown.

## Zmiany nazw draftu
- 2002, 2006 – WWE Brand Extension
- 2004 – 2005 – WWE Draft Lottery
- 2007 – 2011; 2016; od 2019 – WWE Draft
- 2017 – 2019 – WWE Superstar Shake-up

## WWE Brand Extension 2002
| Nr startowy | Brand      | Wylosowany jako | Wrestler/Diva                          | Uwagi                                             |
| ----------- | ---------- | --------------- | -------------------------------------- | ------------------------------------------------- |
| 1           | SmackDown! | 1               | The Rock                               |                                                   |
| 2           | Raw        | 1               | The Undertaker                         |                                                   |
| 3           | SmackDown! | 2               | Kurt Angle                             |                                                   |
| 4           | Raw        | 2               | n.W.o (Kevin Nash, Scott Hall i X-Pac) |                                                   |
| 5           | SmackDown! | 3               | Chris Benoit                           |                                                   |
| 6           | Raw        | 3               | Kane                                   |                                                   |
| 7           | SmackDown! | 4               | "Hollywood" Hulk Hogan                 |                                                   |
| 8           | Raw        | 4               | Rob Van Dam                            | Posiadacz pasa WWF Intercontinental Championship. |
| 9           | SmackDown! | 5               | Billy i Chuck                          | Posiadacze pasa WWF Tag Team Championship.        |
| 10          | Raw        | 5               | Booker T                               |                                                   |
| 11          | SmackDown! | 6               | Edge                                   |                                                   |
| 12          | Raw        | 6               | The Big Show                           |                                                   |
| 13          | SmackDown! | 7               | Rikishi                                |                                                   |
| 14          | Raw        | 7               | Bubba Ray Dudley                       |                                                   |
| 15          | SmackDown! | 8               | D-Von Dudley                           |                                                   |
| 16          | Raw        | 8               | Brock Lesnar                           |                                                   |
| 17          | SmackDown! | 9               | Mark Henry                             |                                                   |
| 18          | Raw        | 9               | William Regal                          | Posiadacz pasa WWF European Championship.         |
| 19          | SmackDown! | 10              | Maven                                  | Posiadacz pasa WWF Hardcore Champion.             |
| 20          | Raw        | 10              | Lita                                   |                                                   |
| 21          | SmackDown! | 11              | Billy Kidman                           |                                                   |
| 22          | Raw        | 11              | Bradshaw                               |                                                   |
| 23          | SmackDown! | 12              | Tajiri                                 | Posiadacz pasa WWF Cruiserweight Champion.        |
| 24          | Raw        | 12              | Steven Richards                        |                                                   |
| 25          | SmackDown! | 13              | Chris Jericho                          |                                                   |
| 26          | Raw        | 13              | Matt Hardy                             |                                                   |
| 27          | SmackDown! | 14              | Ivory                                  |                                                   |
| 28          | Raw        | 14              | Raven                                  |                                                   |
| 29          | SmackDown! | 15              | Albert                                 |                                                   |
| 30          | Raw        | 15              | Jeff Hardy                             |                                                   |
| 31          | SmackDown! | 16              | The Hurricane                          |                                                   |
| 32          | Raw        | 16              | Mr.Perfect                             |                                                   |
| 33          | SmackDown! | 17              | Al Snow                                |                                                   |
| 34          | Raw        | 17              | Spike Dudley                           |                                                   |
| 35          | SmackDown! | 18              | Lance Storm                            |                                                   |
| 36          | Raw        | 18              | D-Lo Brown                             |                                                   |
| 37          | SmackDown! | 19              | Diamond Dallas Page                    |                                                   |
| 38          | Raw        | 19              | Shawn Stasiak                          |                                                   |
| 39          | SmackDown! | 20              | Torrie Wilson                          |                                                   |
| 40          | Raw        | 20              | Terri                                  |                                                   |
| 41          | SmackDown! | 21              | Scotty 2 Hotty                         |                                                   |
| 42          | Raw        | 21              | Jacqueline                             |                                                   |
| 43          | SmackDown! | 22              | Stacy Keibler                          |                                                   |
| 44          | Raw        | 22              | Goldust                                |                                                   |
| 45          | SmackDown! | 23              | Christian                              |                                                   |
| 46          | Raw        | 23              | Trish Stratus                          |                                                   |
| 47          | SmackDown! | 24              | Test                                   |                                                   |
| 48          | Raw        | 24              | Justin Credible                        |                                                   |
| 49          | SmackDown! | 25              | Faarooq                                |                                                   |
| 50          | Raw        | 25              | Big Bossman                            |                                                   |
| 51          | SmackDown! | 26              | Tazz                                   |                                                   |
| 52          | Raw        | 26              | Tommy Dreamer                          |                                                   |
| 53          | SmackDown! | 27              | Hardcore Holly                         |                                                   |
| 54          | Raw        | 27              | Crash Holly                            |                                                   |
| 55          | SmackDown! | 28              | Val Venis                              |                                                   |
| 56          | Raw        | 28              | Mighty Molly                           |                                                   |
| 57          | SmackDown! | 29              | Perry Saturn                           |                                                   |

## WWE Draft 2004
| #  | Brand (do) | Zawodnik (Prawdziwe nazwisko)   | Rola               | Brand (z)  |
| -- | ---------- | ------------------------------- | ------------------ | ---------- |
| 1  | SmackDown! | René Duprée (René Goguen)       | Wrestler           | Raw        |
| 2  | Raw        | Shelton Benjamin                | Wrestler           | SmackDown! |
| 3  | SmackDown! | Mark Jindrak                    | Wrestler           | Raw        |
| 4  | Raw        | Nidia (Nidia Guenard)           | Diva               | SmackDown! |
| 5  | SmackDown! | Triple H (Paul Levesque)        | Wrestler           | Raw        |
| 6  | Raw        | Rhyno (Terry Gerin)             | Wrestler           | SmackDown! |
| 7  | SmackDown! | Rob Van Dam (Robert Szatkowski) | Wrestler           | Raw        |
| 8  | Raw        | Tajiri (Yoshihiro Tajiri)       | Wrestler           | SmackDown! |
| 9  | SmackDown! | Theodore Long                   | Wrestler           | Raw        |
| 10 | Raw        | Edge                            | Wrestler           | SmackDown! |
| 11 | SmackDown! | Spike Dudley (Matt Hyson)       | Wrestler           | Raw        |
| 12 | Raw        | Paul Heyman                     | Menadżer generalny | SmackDown! |

### Draft uzupełniający
| # | Brand (do) | Zawodnik (Prawdziwe nazwisko)                                                     | Rola            | Brand (z)  |
| - | ---------- | --------------------------------------------------------------------------------- | --------------- | ---------- |
| 1 | Raw        | Triple H (Paul Levesque)                                                          | Wrestler        | SmackDown! |
| 1 | SmackDown! | Booker T (Booker Huffman) Bubba Ray i D-Von Dudley (Mark LoMonaco i Devon Hughes) | Wrestlerzy      | Raw        |
| 2 | Raw        | A-Train (Matt Bloom) Chuck Palumbo                                                | Wrestlerzy      | SmackDown! |
| 2 | SmackDown! | Rico (Rico Constantino) Miss Jackie (Jackie Gayda)                                | Wrestler i Diva | Raw        |

## WWE Draft 2005
| #  | Branda (do) | Zapaśnik (Prawdziwe nazwisko)                           | Rola     | Branda (z) |
| -- | ----------- | ------------------------------------------------------- | -------- | ---------- |
| 1  | Raw         | John Cena                                               | Wrestler | SmackDown! |
| 2  | SmackDown!  | Chris Benoit                                            | Wrestler | Raw        |
| 3  | Raw         | Kurt Angle                                              | Wrestler | SmackDown! |
| 4  | SmackDown!  | Randy Orton                                             | Wrestler | Raw        |
| 5  | Raw         | Carlito (Carly Colón)                                   | Wrestler | SmackDown! |
| 6  | SmackDown!  | Muhammad Hassan i Daivari (Mark Copani i Shawn Daivari) | Wrestler | Raw        |
| 7  | Raw         | The Big Show (Paul Wight)                               | Wrestler | SmackDown! |
| 8  | Raw         | Rob Van Dam (Robert Szatkowski)                         | Wrestler | SmackDown! |
| 9  | SmackDown!  | Christian (William Reso)                                | Wrestler | Raw        |
| 10 | SmackDown!  | Batista (David Bautista)                                | Wrestler | Raw        |

### Draft uzupełniający
| # | Branda (do) | Zawodnicy (Prawdziwe nazwisko) | Rola            | Branda (z) |
| - | ----------- | --- | --------------- | ---------- |
| 1 | Raw         | Mark Jindrak René Duprée (René Goguen) Danny Basham (Daniel Hollie) Kenzō Suzuki Hiroko (Hiroko Suzuki) Chavo Guerrero (Salvador Guerrero IV)               | Wrestelrzy/Diva | SmackDown! |
| 1 | SmackDown!  | William Regal (Darren Matthews) Candice Michelle (Candice Michelle Beckman-Ehrlich) Sylvain Grenier Simon Dean (Mike Bucci) Stevie Richards (Michael Manna) | Wrestlerzy/Diva | Raw        |

## WWE Draft 2006 (WWE Brand Extension 2006)
| # | Branda (do) | Zapaśnik (Prawdziwe nazwisko)   | Rola     | Branda (z) |
| - | ----------- | ------------------------------- | -------- | ---------- |
| 1 | ECW         | Rob Van Dam (Robert Szatkowski) | Wrestler | Raw        |
| 2 | ECW         | Kurt Angle                      | Wrestler | SmackDown! |

## WWE Draft 2007

### Mecze
| # | Mecz                                                                                      | Rodzaj meczu                     | Zwycięzca                            |
| - | ----------------------------------------------------------------------------------------- | -------------------------------- | ------------------------------------ |
| 1 | Raw: John Cena vs. SmackDown!: Edge                                                       | Singles match o brandę SD!       | SmackDown!: Edge                     |
| 2 | ECW: CM Punk vs. Raw: Carlito                                                             | Singles match o brandę ECW.      | ECW: CM Punk                         |
| 3 | Raw: Umaga vs. ECW: Balls Mahoney                                                         | Singles match o brandę RAW.      | Raw: Umaga                           |
| 4 | ECW: Bobby Lashley vs. SmackDown!: Chris Benoit                                           | Singles match o brandę ECW.      | ECW: Bobby Lashley                   |
| 5 | SmackDown!: Montel Vontavious Porter vs. Raw: Santino Marella                             | Singles match o brandę SD!       | SmackDown!: Montel Vontavious Porter |
| 6 | ECW: Snitsky vs. SmackDown!: The Miz                                                      | Singles match o brandę SD!       | SmackDown!: The Miz                  |
| 7 | SmackDown!: Kristal Marshall vs. Raw: Candice Michelle                                    | Singles match o brandę RAW.      | Raw: Candice Michelle                |
| 8 | SmackDown!: Batista vs. ECW: Elijah Burke vs. Raw: Jeff Hardy                             | Triple Threat match o brandę SD! | SmackDown!: Batista                  |
| 9 | Raw, ECW i SmackDown: Po 5 "supergwiazd" z 3 brand (15 w sumie), zwycięzca trafia do RAW. | Battle Royal                     | Raw: Randy Orton                     |

### Draft 1
| #  | Branda (do) | Zapaśnik (Prawdziwe nazwisko)                                             | Rola            | Branda (z) |
| -- | ----------- | ------------------------------------------------------------------------- | --------------- | ---------- |
| 1  | SmackDown!  | The Great Khali i Ranjin Singh (Dalip Singh i Dave Kapoor)                | Wrestlerzy      | Raw        |
| 2  | ECW         | The Boogeyman (Marty Wright)                                              | Wrestler        | SmackDown! |
| 3  | Raw         | King Booker i Queen Sharmell (Booker Huffman i Sharmell Sullivan-Huffman) | Wrestler i Diva | SmackDown! |
| 4  | ECW         | Chris Benoit                                                              | Wrestler        | SmackDown! |
| 5  | SmackDown!  | Torrie Wilson                                                             | Diva            | Raw        |
| 6  | SmackDown!  | Chris Masters (Chris Mordetzky)                                           | Wrestler        | Raw        |
| 7  | Raw         | Bobby Lashley                                                             | Wrestler        | ECW        |
| 8  | SmackDown!  | Ric Flair (Richard Fliehr)                                                | Wrestler        | Raw        |
| 9  | Raw         | Snitsky (Gene Snitsky)                                                    | Wrestler        | ECW        |
| 10 | Raw         | Mr. Kennedy (Ken Anderson)                                                | Wrestler        | SmackDown! |

### Draft uzupełniający
| #  | Branda (do) | Zapaśnik (Prawdziwe nazwisko)                         | Rola              | Branda (z) |
| -- | ----------- | ----------------------------------------------------- | ----------------- | ---------- |
| 11 | Raw         | Paul London i Brian Kendrick                          | Tag Team mężczyzn | SmackDown! |
| 12 | SmackDown!  | Kenny Dykstra (Ken Doane)                             | Wrestler          | Raw        |
| 13 | ECW         | Viscera (Nelson Frazier, Jr.)                         | Wrestler          | Raw        |
| 14 | Raw         | The Sandman (Jim Fullington)                          | Wrestler          | ECW        |
| 15 | SmackDown!  | Hardcore Holly (Bob Holly)                            | Wrestler          | ECW        |
| 16 | ECW         | The Miz (Mike Mizanin)                                | Wrestler          | SmackDown! |
| 17 | Raw         | Daivari (Shawn Daivari)                               | Wrestler          | SmackDown! |
| 18 | SmackDown!  | Brett i Brian Major (Matthew Cardona and Brian Myers) | Tag Team mężczyzn | ECW        |
| 19 | Raw         | William Regal (Darren Matthews)                       | Wrestler          | SmackDown! |
| 20 | SmackDown!  | Victoria (Lisa Marie Varon)                           | Diva              | Raw        |
| 21 | Raw         | Jillian Hall (Jillian Fletcher)                       | Diva              | SmackDown! |
| 22 | SmackDown!  | Eugene (Nick Dinsmore)                                | Wrestler          | Raw        |
| 23 | ECW         | Johnny Nitro (John Hennigan)                          | Wrestler          | Raw        |

## WWE Draft 2008

### Mecze
| # | Mecz                                                                  | Rodzaj meczu                     | Zwycięzca                           |
| - | --------------------------------------------------------------------- | -------------------------------- | ----------------------------------- |
| 1 | Raw: Triple H vs. SmackDown: Mark Henry                               | Singles match o #1 w draftcie    | Raw: Triple H                       |
| 2 | SmackDown: Finlay i Hornswoggle vs. Raw: Carlito i Santino Marella    | Tag team match o #1 w draftcie   | SmackDown: Finlay i Hornswoggle     |
| 3 | Raw: Hardcore Holly i Cody Rhodes vs. ECW: Chavo Guerrero i Bam Neely | Tag team match for #1 w draftcie | Raw: Hardcore Holly i Cody Rhodes   |
| 4 | ECW: John Morrison i The Miz vs. SmackDown: The Hardys (Matt i Jeff)  | Tag team match o #1 draftcie     | ECW: John Morrison i The Miz        |
| 5 | Raw: Melina i Mickie James vs. SmackDown: Natalya i Victoria          | Tag team match o #1 w draftcie   | Raw i SmackDown: Bez zwycięzcy      |
| 6 | Raw: John Cena vs. SmackDown: Edge                                    | Singles match o #1 draftcie      | Raw: John Cena                      |
| 7 | SmackDown: Montel Vontavious Porter vs. ECW: Tommy Dreamer            | Singles match o #1 draftcie      | SmackDown: Montel Vontavious Porter |
| 8 | Raw: John "Bradshaw" Layfield vs. ECW: Kofi Kingston                  | Singles match o #1 draftcie      | Raw: John "Bradshaw" Layfield       |
| 9 | Raw, ECW i SmackDown: Po 5 supergwiazd z 3 brand – 15 łącznie.        | Battle Royal o #2 w draftcie     | SmackDown: Edge                     |

### Draft 1
| #  | Branda (do) | Zawodnik (Prawdziwe nazwisko)    | Rola       | Branda (z) |
| -- | ----------- | -------------------------------- | ---------- | ---------- |
| 1  | Raw         | Rey Mysterio (Rey Mysterio)      | Wrestler   | SmackDown  |
| 2  | SmackDown   | Jeff Hardy                       | Wrestler   | Raw        |
| 3  | Raw         | CM Punk (Phil Brooks)            | Wrestler   | ECW        |
| 4  | ECW         | Matt Hardy                       | Wrestler   | SmackDown  |
| 5  | SmackDown   | Jim Ross                         | Komentator | Raw        |
| 6  | Raw         | Michael Cole (Michael Coulthard) | Komentator | SmackDown  |
| 7  | Raw         | Batista (Dave Batista)           | Wrestler   | SmackDown  |
| 8  | SmackDown   | Umaga (Eddie Fatu)               | Wrestler   | Raw        |
| 9  | Raw         | Kane (Glenn Jacobs)              | Wrestler   | ECW        |
| 10 | SmackDown   | Mr. Kennedy (Ken Anderson)       | Wrestler   | Raw        |
| 11 | SmackDown   | Triple H (Paul Levesque)         | Wrestler   | Raw        |

### Draft uzupełniający
| #  | Branda (do) | Zawodnik (Prawdziwe nazwisko)        | Rola     | Branda (z) |
| -- | ----------- | ------------------------------------ | -------- | ---------- |
| 12 | ECW         | Mark Henry                           | Wrestler | SmackDown  |
| 13 | Raw         | Jamie Noble (James Gibson)           | Wrestler | SmackDown  |
| 14 | SmackDown   | Trevor Murdoch (William Mueller)     | Wrestler | Raw        |
| 15 | SmackDown   | Big Daddy V (Nelson Frazier, Jr.)    | Wrestler | ECW        |
| 16 | Raw         | Deuce (Jimmy Reiher)                 | Wrestler | SmackDown  |
| 17 | SmackDown   | DH Smith (Harry Smith)               | Wrestler | Raw        |
| 18 | ECW         | Hornswoggle (Dylan Postl)            | Wrestler | SmackDown  |
| 19 | ECW         | Super Crazy (Francisco Islas)        | Wrestler | Raw        |
| 20 | Raw         | Chuck Palumbo                        | Wrestler | SmackDown  |
| 21 | SmackDown   | Brian Kendrick                       | Wrestler | Raw        |
| 22 | Raw         | Matt Striker (Matthew Kaye)          | Wrestler | ECW        |
| 23 | SmackDown   | Maria (Maria Kanellis)               | Diva     | Raw        |
| 24 | SmackDown   | Shelton Benjamin                     | Wrestler | ECW        |
| 25 | ECW         | Finlay (Dave Finlay)                 | Wrestler | SmackDown  |
| 26 | SmackDown   | Carlito (Carly Colón)                | Wrestler | Raw        |
| 27 | Raw         | Layla (Layla El)                     | Diva     | ECW        |
| 28 | Raw         | Kofi Kingston (Kofi Sarkodie-Mensah) | Wrestler | ECW        |

## WWE Draft 2009

### Mecze
| #  | Mecz                                                                                    | Rodzaj meczu                                    | Zwycięzca                           |
| -- | --------------------------------------------------------------------------------------- | ----------------------------------------------- | ----------------------------------- |
| 1  | ECW: Evan Bourne vs. Raw: Rey Mysterio                                                  | Singles match o #1 w draftcie                   | Raw: Mysterio                       |
| 2  | SmackDown: The Brian Kendrick vs. Raw: Kane                                             | Singles match o #1 w draftcie                   | Raw: Kane                           |
| 3  | SmackDown: Maryse, Michelle McCool i Natalya vs. Raw: Kelly Kelly, Melina, Mickie James | 6-Diva tag team match o #1 w draftcie           | SmackDown: McCool, Natalya i Maryse |
| 4  | Raw: John Cena vs. ECW: Jack Swagger                                                    | Singles match o #2 w draftcie                   | Raw: Cena                           |
| 5  | SmackDown: The Great Khali vs. Raw: Santino Marella                                     | Singles match o #1 w draftcie                   | SmackDown: Khali                    |
| 6  | Raw: Kofi Kingston vs. ECW: The Miz                                                     | Singles match o #1 w draftcie                   | Raw: Kingston                       |
| 7  | Raw: 5 wrestlerów vs. SmackDown: 5 wrestlerów vs. ECW: 5 wrestlerów                     | Tri-branded 15-man Battle royal o #2 w draftcie | SmackDown: Edge                     |
| 8  | ECW: Christian vs. SmackDown: Shelton Benjamin                                          | Singles match o #1 w draftcie                   | ECW: Christian                      |
| 9  | SmackDown: CM Punk vs. Raw: Matt Hardy                                                  | Singles match o #1 w draftcie                   | Raw: Hardy                          |
| 10 | ECW: Tommy Dreamer vs. SmackDown: Chris Jericho                                         | Singles match o #1 w draftcie                   | SmackDown: Jericho                  |

### Draft 1
| #  | Branda (do) | Zawodnik (Prawdziwe nazwisko)              | Rola     | Branda (z) |
| -- | ----------- | ------------------------------------------ | -------- | ---------- |
| 1  | Raw         | Montel Vontavious Porter (Alvin Burke Jr.) | Wrestler | SmackDown  |
| 2  | Raw         | The Big Show (Paul Wight)                  | Wrestler | SmackDown  |
| 3  | SmackDown   | Melina (Melina Perez)                      | Diva     | Raw        |
| 4  | Raw         | Matt Hardy                                 | Wrestler | SmackDown  |
| 5  | Raw         | Triple H (Paul Levesque)                   | Wrestler | SmackDown  |
| 6  | SmackDown   | CM Punk (Phil Brooks)                      | Wrestler | Raw        |
| 7  | Raw         | The Miz (Mike Mizanin)                     | Wrestler | ECW        |
| 8  | SmackDown   | Kane (Glenn Jacobs)                        | Wrestler | Raw        |
| 9  | SmackDown   | Chris Jericho (Christopher Irvine)         | Wrestler | Raw        |
| 10 | ECW         | Vladimir Kozlov (Oleg Prudius)             | Wrestler | SmackDown  |
| 11 | Raw         | Maryse (Maryse Ouellet)                    | Diva     | SmackDown  |
| 12 | SmackDown   | Rey Mysterio (Oscar Gutierrez Rubio)       | Wrestler | Raw        |

### Draft uzupełniający
| #  | Branda (do) | Zawodnik (Prawdziwe nazwisko)                       | Rola     | Branda (z) |
| -- | ----------- | --------------------------------------------------- | -------- | ---------- |
| 13 | Raw         | Mr. Kennedy (Kenneth Anderson)                      | Wrestler | SmackDown  |
| 14 | SmackDown   | Shad Gaspard                                        | Wrestler | Raw        |
| 15 | SmackDown   | Alicia Fox (Victoria Crawford)                      | Diva     | ECW        |
| 16 | Raw         | Primo Colon (Eddie Colón)                           | Wrestler | SmackDown  |
| 17 | SmackDown   | Mike Knox (Michael Hettinga)                        | Wrestler | Raw        |
| 18 | ECW         | Ezekiel Jackson (Rycklon Stephens)                  | Wrestler | SmackDown  |
| 19 | Raw         | Nikki Bella (Nicole Garcia)                         | Diva     | SmackDown  |
| 20 | SmackDown   | Candice Michelle (Candice Michelle Beckman-Ehrlich) | Diva     | Raw        |
| 21 | ECW         | Zack Ryder (Matthew Cardona)                        | Wrestler | SmackDown  |
| 22 | Raw         | Chavo Guerrero (Salvador Guerrero IV)               | Wrestler | SmackDown  |
| 23 | SmackDown   | Ricky Ortiz (Richard Young)                         | Wrestler | ECW        |
| 24 | SmackDown   | Layla (Layla El)                                    | Diva     | Raw        |
| 25 | Raw         | Hornswoggle (Dylan Postl)                           | Wrestler | ECW        |
| 26 | Smackdown   | David Hart Smith (Harry Smith)                      | Wrestler | ECW        |
| 27 | SmackDown   | John Morrison (John Hennigan)                       | Wrestler | ECW        |
| 28 | Raw         | Carlito (Carly Colón)                               | Wrestler | SmackDown  |
| 29 | Smackdown   | Natalya (Nattie Neidhart)                           | Diva     | ECW        |
| 30 | Raw         | Festus (Drew Hankinson)                             | Wrestler | SmackDown  |
| 31 | SmackDown   | JTG (Jayson Paul)                                   | Wrestler | Raw        |
| 32 | SmackDown   | Dolph Ziggler (Nick Nemeth)                         | Wrestler | Raw        |
| 33 | Raw         | The Brian Kendrick                                  | Wrestler | SmackDown  |
| 34 | SmackDown   | Charlie Haas                                        | Wrestler | Raw        |
| 35 | ECW         | Hurricane Helms (Gregory Helms)                     | Wrestler | SmackDown  |
| 36 | Raw         | Brie Bella (Brianna Garcia)                         | Diva     | SmackDown  |

## WWE Draft 2010

### Mecze
| # | Mecz | Rodzaj meczu   | Zwycięzca(y)              |
| - | --- | -------------- | ------------------------- |
| 1 | SmackDown: Team Lay-Cool (Layla i Michelle McCool) vs. Raw: Maryse i Eve Torres                                                                                | Tag team match | SmackDown: Layla i McCool |
| 2 | SmackDown: CM Punk vs. Raw: Evan Bourne | Singles match  | SmackDown: CM Punk        |
| 3 | SmackDown: Kane, R-Truth, Rey Mysterio, Drew McIntyre i Shad Gaspard vs. Raw: Santino Marella, Ted DiBiase, Montel Vontavious Porter, Mark Henry i Yoshi Tatsu | Battle Royal   | Raw: DiBiase i Marella    |
| 4 | SmackDown: Chris Jericho vs. Raw: Christian | Singles match  | SmackDown: Jericho        |
| 5 | SmackDown: Jack Swagger vs. Raw: John Morrison | Singles match  | SmackDown: Swagger        |
| 6 | SmackDown: Dolph Ziggler vs. Raw: Hornswoggle | Singles match  | Raw: Hornswoggle          |

### Selekcja
| # | Brand (do) | Zawodnik (Prawdziwe nazwisko)        | Rola     | Brand (z) |
| - | ---------- | ------------------------------------ | -------- | --------- |
| 1 | SmackDown  | Kelly Kelly (Barbara Blank)          | Diva     | Raw       |
| 2 | SmackDown  | The Big Show (Paul Wight)            | Wrestler | Raw       |
| 3 | Raw        | John Morrison (John Hennigan)        | Wrestler | SmackDown |
| 4 | Raw        | R-Truth (Ron Killings)               | Wrestler | SmackDown |
| 5 | Raw        | Edge (Adam Copeland)                 | Wrestler | SmackDown |
| 6 | SmackDown  | Kofi Kingston (Kofi Sarkodie-Mensah) | Wrestler | Raw       |
| 7 | SmackDown  | Christian (William Reso)             | Wrestler | Raw       |
| 8 | Raw        | Chris Jericho (Christopher Irvine)   | Wrestler | SmackDown |

### Draft uzupełniający
| #  | Brand (do) | Zawodnik (Prawdziwe nazwisko)                                                    | Rola                    | Brand (z) |
| -- | ---------- | -------------------------------------------------------------------------------- | ----------------------- | --------- |
| 9  | Raw        | The Great Khali i Ranjin Singh (Dalip Singh i Dave Kapoor)                       | Supergwaizda i menadżer | SmackDown |
| 10 | SmackDown  | Chavo Guerrero (Salvador Guerrero IV)                                            | Supergwiazda            | Raw       |
| 11 | SmackDown  | Cody Rhodes (Cody Runnels)                                                       | Supergwiazda            | Raw       |
| 12 | Raw        | Natalya (Natalie Neidhart)                                                       | Diva                    | SmackDown |
| 13 | SmackDown  | Chris Masters (Christopher Mordetzky)                                            | Supergwiazda            | Raw       |
| 14 | Raw        | Ezekiel Jackson (Rycklon Stephens)                                               | Supergwiazda            | SmackDown |
| 15 | Raw        | Goldust (Dustin Runnels)                                                         | Supergwiazda            | SmackDown |
| 16 | SmackDown  | Hornswoggle (Dylan Postl)                                                        | Supergwiazda            | Raw       |
| 17 | SmackDown  | Rosa Mendes (Milena Roucka)                                                      | Diva                    | Raw       |
| 18 | Raw        | The Hart Dynasty (David Hart Smith i Tyson Kidd) (Harry Smith i Theodore Wilson) | Tag team                | SmackDown |
| 19 | SmackDown  | Montel Vontavious Porter (Alvin Burke Jr)                                        | Supergwiazda            | Raw       |

## WWE Draft 2011

### Mecze
| # | Mecz | Rodzaj meczu         | Zwycięzca                               |
| - | --- | -------------------- | --------------------------------------- |
| 1 | Raw: Evan Bourne, Daniel Bryan, Ted DiBiase, Mark Henry, The Great Khali, Vladimir Kozlov, Santino Marella, Mason Ryan, Sheamus i Yoshi Tatsu vs. SmackDown: Brodus Clay, Kane, Chris Masters, Drew McIntyre, Kofi Kingston, Cody Rhodes, Big Show i The Corre (Wade Barrett, Ezekiel Jackson i Heath Slater) | 20-man Battle royal  | SmackDown: Big Show i Kingston          |
| 2 | Raw: Eve vs. SmackDown: Layla | Singles match        | Raw: Eve                                |
| 3 | Raw: King Sheamus vs. SmackDown: Kofi Kingston | Singles match        | SmackDown: Kingston                     |
| 4 | Raw: Dolph Ziggler vs. SmackDown: Randy Orton | Singles match        | SmackDown: Orton                        |
| 5 | Raw: Rey Mysterio vs. SmackDown: Wade Barrett | Singles match        | Raw: Rey Mysterio                       |
| 6 | Raw: The Miz, CM Punk, Alberto Del Rio vs. SmackDown: John Cena, Christian i Mark Henry | 6-man tag team match | Raw: The Miz, CM Punk i Alberto Del Rio |

### Draft uzupełniający

#### Selekcja
| # | Brand (do) | Zawodnik (prawdziwe imię i nazwisko) | Rola      | Brand (z) |
| - | ---------- | ------------------------------------ | --------- | --------- |
| 1 | SmackDown  | John Cena                            | Superstar | Raw       |
| 2 | Raw        | Rey Mysterio (Oscar Gutierrez)       | Superstar | SmackDown |
| 3 | SmackDown  | Randy Orton                          | Superstar | Raw       |
| 4 | SmackDown  | Mark Henry                           | Superstar | Raw       |
| 5 | SmackDown  | Sin Cara (Ignacio Almanza)           | Superstar | Raw       |
| 6 | Raw        | Big Show (Paul Wight, Jr.)           | Superstar | SmackDown |
| 7 | Raw        | Alberto Del Rio (Alberto Rodríguez)  | Superstar | SmackDown |
| 8 | Raw        | John Cena                            | Superstar | SmackDown |

### Selekcja
| #  | Brand (do) | Zawodnik (prawdziwe imię i nazwisko)  | Rola      | Brand (z) |
| -- | ---------- | ------------------------------------- | --------- | --------- |
| 9  | SmackDown  | Daniel Bryan (Bryan Danielson)        | Superstar | Raw       |
| 10 | Raw        | Jack Swagger (Jacob Hager)            | Superstar | SmackDown |
| 11 | SmackDown  | The Great Khali (Dalip Singh Rana)    | Superstar | Raw       |
| 12 | SmackDown  | Jimmy Uso (Jonathan Fatu)             | Superstar | Raw       |
| 13 | Raw        | Kelly Kelly (Barbara Blank)           | Diva      | SmackDown |
| 14 | Raw        | JTG (Jayson Anthony Paul)             | Superstar | SmackDown |
| 15 | SmackDown  | Alicia Fox (Victoria Crawford)        | Diva      | Raw       |
| 16 | SmackDown  | William Regal (Darren Matthews)       | Superstar | Raw       |
| 17 | SmackDown  | Yoshi Tatsu (Naofumi Yamamoto)        | Superstar | Raw       |
| 18 | Raw        | Drew McIntyre (Andrew Galloway)       | Superstar | SmackDown |
| 19 | SmackDown  | Natalya (Natalie Neidhart)            | Diva      | Raw       |
| 20 | Raw        | Curt Hawkins (Brian Myers)            | Superstar | SmackDown |
| 21 | Raw        | Chris Masters (Christopher Mordetzky) | Superstar | SmackDown |
| 22 | SmackDown  | Jey Uso (Joshua Fatu)                 | Superstar | Raw       |
| 23 | Raw        | Kofi Kingston (Kofi Sarkodie-Mensah)  | Superstar | SmackDown |
| 24 | SmackDown  | Ted DiBiase (Theodore DiBiase, Jr.)   | Superstar | Raw       |
| 25 | SmackDown  | Tyson Kidd (T.J. Wilson)              | Superstar | Raw       |
| 26 | SmackDown  | Tamina (Sarona Reiher)                | Diva      | Raw       |
| 27 | Raw        | Tyler Reks (Gabriel Tuft)             | Superstar | SmackDown |
| 28 | SmackDown  | Alex Riley (Kevin Kiley, Jr.)         | Superstar | Raw       |
| 29 | Raw        | Beth Phoenix (Elizabeth Carolan)      | Diva      | SmackDown |
| 30 | SmackDown  | Sheamus (Stephen Farrelly)            | Superstar | Raw       |